# マルグリット・ド・ヴァロワ
マルグリット･ド・ヴァロワ（Marguerite de Valois）またはマルグリット・ド・フランス（Marguerite de France, 1553年5月14日 - 1615年5月27日）は、フランス王アンリ2世と王妃カトリーヌ・ド・メディシスの娘。フランソワ2世、シャルル9世、アンリ3世の3人のフランス王の妹であり、ナバラ王、のちフランス王となったアンリ4世の最初の王妃である。マルゴ王妃（La Reine Margot）と呼ばれ、アレクサンドル・デュマ・ペールの歴史小説『王妃マルゴ』のヒロインになった。

## 生い立ち
1553年5月14日、パリ郊外のサン＝ジェルマン＝アン＝レーの城で、アンリ2世とカトリーヌ・ド・メディシスの三女として生まれた。ニックネームのマルゴは、後にそれぞれフランソワ2世、シャルル9世、アンリ3世となった3人の兄たちによって名づけられた。幼い頃から際立つ美貌と、教養がありギリシャ語、ラテン語などの語学や哲学などにも造詣が深い彼女は、宮廷の華として誰もが憧れる絶世の美女として成長していった。

## 政略結婚とサン・バルテルミの虐殺
何不自由なく成長したマルグリットには、大勢の男性が求婚をした。彼女が結婚したいと願ったのは、ギーズ公アンリであった。しかし、彼女の望みは母カトリーヌ・ド・メディシスによって打ち砕かれる。母は、激化するカトリックとユグノーの宗教対立を解消するため、ユグノーの指導者であるナバラ女王ジャンヌ・ダルブレに、ジャンヌの息子アンリ・ド・ブルボンとマルグリットの縁談を持ちかけた。
当初、カトリック教徒と息子との結婚に反対していたジャンヌ・ダルブレも、カトリーヌの宗教対立解消という考えに同調し、縁談はまとまった。しかしジャンヌは婚礼の直前、1572年6月9日に急死する。一説にはカトリーヌ・ド・メディシスによる毒殺ともささやかれる不審な死であったが、婚礼は予定通り同年8月17日にパリで行われた。
しかし婚礼の6日後の8月24日、サン・バルテルミの虐殺が発生する。マルグリットとナバラ王となったアンリ（母の死後に王位を継承）の婚礼のためにパリに集まっていた大勢のユグノー教徒たちは次々に惨殺され、アンリ自身も幽閉されることとなった。1576年、幽閉の身であったナバラ王アンリがパリの宮廷から脱走すると、マルグリットは兄のアンリ3世の許に残された。
その後、マルグリットはナバラ王アンリの許に送り届けられたが、それぞれが公然と幾多の愛人を抱え、夫婦仲は冷え切っていた。マルグリットは病に伏した後、1582年に再びパリの宮廷に戻ったが、兄アンリ3世と仲違いをして宮廷を去った。

## 離婚と晩年
1589年にアンリ3世が暗殺された後、ナバラ王アンリはアンリ4世としてフランス王位に就いた。マルグリットとの間に子供はなく、仲も疎遠になっていて、1599年に2人は正式に離婚した。その後アンリ4世は、マルグリットの母方の遠縁であるメディチ家のマリー・ド・メディシスと再婚した。
マルグリットは離婚後も、アンリ4世やその一家との関係は、友人として良好だったという。特にアンリ4世とマリー妃との子であるルイ13世を可愛がり、館と領地を遺贈した。

## 私生活
マルグリットは派手な男性遍歴で有名であり、兄弟たちと近親相姦の関係にあったという噂もある。弟フランソワの政界工作のためフランドルに赴いた際、ネーデルラント総督ドン・フアン・デ・アウストリアを魅了し、ドン・フアンは「あれは、男を救うというよりは、破滅させるたぐいの美しさだ」という言葉を残した。

## 日本語文献
- 『マルグリット・ド・ヴァロワ回想録』鍛冶義弘訳、水声社、2023年
- 『マルグリット・ド・ヴァロワ　一人の女性の物語、一つの神話の歴史』
エリアーヌ・ヴィエノ、鍛治義弘訳、水声社、2024年
- 渡辺一夫『戦国明暗二人妃』中央公論社、1972年、中公文庫（改訂版、二宮敬解説）、1988年

## マルグリット･ド・ヴァロワを主人公とした作品
- 王妃マルゴ - アレクサンドル・デュマ・ペールの小説[3]。下記で映画化。
  - バルテルミーの大虐殺（1954年、フランス） - ジャンヌ・モロー主演
  - 王妃マルゴ（1994年、フランス） - イザベル・アジャーニ主演
- マルゴ 〜王妃にして王女〜 - 2004年荻田浩一作、演出により舞台化。沢樹くるみ主演。
- 王妃マルゴ - 萩尾望都の漫画。集英社
- ユグノー教徒 - ジャコモ・マイアベーアによるオペラ